# Национальный совет за демократию и развитие (Гвинея)
Национальный совет за демократию и развитие (НСДР) (фр. Conseil National pour la Démocratie et le Développement, CNDD) — высший коллегиальный орган государственной власти (хунта) Гвинейской республики, созданный 23 декабря 2008 года вооружёнными силами для управления страной.

## Государственные функции Национального совета за демократию и развитие
Статус, структура и компетенция Национального совета за демократию и развитие законодательно не определены. Он является высшим органом исполнительной власти в Гвинее и президент Гвинейской республики капитан Мусса Дади Камара занимает пост председателя Совета. После приостановки действия Конституции и роспуска Национального собрания НСДР также обладает полнотой законодательной власти, однако страна управляется ордонансами (обязательными к исполнению указами, имеющими силу закона) президента республики.
В своем интервью журналу «Jeune Afrique» Мусса Дади Камара утверждал, что все решения НСДР принимаются коллегиально в атмосфере прозрачности и после обсуждения, даже если происходит столкновение идей. «Я взял власть вместе с братьями по оружию, которых я уважаю…» — комментировал он роль Совета. Члены совета нередко сопровождают президента на официальных церемониях, от имени НДСР было опубликовано коммюнике о назначении президентским ордонансом нового премьер-министра Кабине Комары.

## Состав Национального совета за демократию и развитие
В состав НСДР входят 26 офицеров вооруженных сил Гвинеи и 6 гражданских лиц. В числе военных членов Совета первоначально был один бригадный генерал, 3 полковника, 9 подполковников, 6 майоров, 3 капитана, 2 старших лейтенант (Chief Adjutant), 3 лейтенанта и один младший лейтенант. Первый вице-председатель Совета — бригадный генерал Мамаду «Тото» Камара (12 января 2008 года президентским ордонансом произведен в дивизионные генералы), второй вице-председатель — полковник Секуба Конате (12 января 2008 года президентским ордонансом произведен в бригадные генералы).
Список членов Совета
1. капитан Мусса Дади Камара
2. бригадный генерал Мамаду «Тото» Камара (Mamadou Camara)
3. полковник Секуба Конате
4. подполковник Мэтьюрин Бангура (Mathurin Bangoura)
5. подполковник Абубакар Сидики Камара (Aboubacar Sidiki Camara)
6. майор Умар Балде (Oumar Baldé)
7. майор Мамаду Мара (Mamadi Mara)
8. майор Альмами Камара (Almamy Camara)
9. лейтенант Мамаду Бой Диалло (Mamadou Bhoye Diallo)
10. подполковник Кандиа Мара (Kandia Mara)
11. полковник Секу Мара (Sékou Mara)
12. Моркире Камара (Morciré Camara)
13. Альфа Яйя Диалло (Alpha Yaya Diallo)
14. подполковник Мамаду Корка Диалло (Mamadou Korka Diallo)
15. капитан Келети Фаро (Kéléti Faro)
16. подполковник Фодеба Туре (Fodéba Touré)
17. майор Шейх Тидиане Камара (Cheick Tidiane Camara)
18. полковник Секу Сако (Sékou Sako)
19. младший лейтенант Клод Пиви (Claude Pivi)
20. лейтенант Саа Альфонс Туре (Saa Alphonse Touré)
21. Мусса Кейта (Moussa Kéïta)
22. Эдор Ба (Aédor Bah)
23. майор Баму Лама (Bamou Lama)
24. Мохамед Ламине Каба (Mohamed Lamine Kaba)
25. капитан Даман Конде (Daman Condé)
26. майор Амаду Думбуйа (Amadou Doumbouya)
27. Лейтенант Мусса Кекоро Камара (Moussa Kékoro Camara)
28. старший лейтенант Исса Камара (Issa Camara)
29. подполковник Абдулай Шериф Диаби (Abdoulaye Chérif Diaby)
30. доктор Диаките Абубакар Шериф (Diakité Aboubacar Chérif)
31. Мамаду Конде (Mamadi Condé)
32. старший лейтенант Шейх Ахмед Туре (Cheick Ahmed Touré)[2].

Полковник Секуба Конате и подполковник Мэтьюрин Бангура известны в гвинейской армии своей бескомпромиссностью.
В коммюнике, опубликованном агентством «Guineenews» была применена неправильная нумерация (под № 7 идут майоры Мамаду Мара и Альмами Камара). Под № 9 упомянут капитан Колако Беавоги (Kolako Béavogui).
Некоторые члены Совета 24 декабря 2008 года вошли в правительство Гвинеи: генерал Мамаду Камара был назначен министром безопасности и гражданской обороны, полковник Секуба Конате — министром обороны.
14 января 2009 года в правительство Кабине Комары вошли также министр — государственный секретарь при президенте республики майор Келети Фаро, министр торговли и промышленности майор Корка Диалло, министр телекоммуникаций и новых информационных технологий полковник Мэтьюрин Бангура, министр здравоохранения полковник Абдулай Шериф Диаби и министр по делам молодежи и спорта полковник Фодеба Туре.

## История Национального совета за демократию и развитие
Совет был сформирован во время военного переворота 23 декабря 2008 года после смерти президента страны Лансаны Конте. Формирование Совета происходило ночью на 23 декабря на территории казарм отдельного воздушно-десантного батальона в военном лагере Альфа Яйя в пригороде Конакри. Уже в 07:00 утра о претензиях НДСР на власть объявил по телевидению его председатель капитан Мусса Дади Камара. Однако создание НДСР стало неожиданностью для большинства гвинейской армии и исполняющий обязанности президента Абубакар Сомпаре объявил о провале попытки военного переворота. Но в течение суток армия и население поддержали Совет и капитана Камару, который 24 декабря решением НСДР был назначен президентом страны.